# 안영옥
안영옥은 대한민국의 대학 교수이다.
한국외국어대학교 스페인어과를 졸업하고 스페인 마드리드 국립대학교에서 오르테가의 진리 사상 연구로 문학박사 학위를 취득했다. 스페인 외무부 및 오르테가 이 가세트 재단 초빙교수를 지냈으며 현재 고려대학교 스페인어과 교수로 재직하고 있다. 역서로 ≪엘시드의 노래≫, ≪좋은 사랑의 이야기≫, ≪라셀레스티나≫, ≪세비야의 난봉꾼과 석상의 초대: 돈 후안≫, ≪인생은 꿈입니다≫, ≪죽음 저 너머의 사랑≫, ≪죽음의 황소≫, ≪예술의 비인간화≫, ≪세 개의 해트 모자≫, ≪러시아 인형≫, ≪피의 혼례≫, ≪예르마≫, ≪베르나르다 알바의 집≫, ≪기발한 이달고 돈키호테 데 라 만차≫, ≪기발한 기사 돈키호테 데 라 만차≫ 외 다수가 있고, 저서로 ≪페데리코 가르시아 로르카: 그의 비극적 삶과 죽음, 그리고 작품≫, ≪스페인 문화의 이해≫, ≪올라 에스파냐: 스페인의 자연과 사람들≫, ≪왜 스페인은 끌리는가?≫, ≪서문법의 이해≫, ≪작품으로 읽는 스페인 문학사≫(공저) 외 다수가 있다.